# 4698 Jizera
4698 Jizera eller 1986 RO1 är en asteroid i huvudbältet som upptäcktes den 4 september 1986 av den tjeckiske astronomen Antonín Mrkos vid Kleť-observatoriet i Tjeckien. Den är uppkallad efter floden Jizera.
Asteroiden har en diameter på ungefär 4 kilometer.